# Myrmetes paykulli
Myrmetes paykulli är en skalbaggsart som beskrevs av Kanaar 1979. Myrmetes paykulli ingår i släktet Myrmetes och familjen stumpbaggar. Arten är reproducerande i Sverige. Inga underarter finns listade i Catalogue of Life.